# Ard van der Vorst
Ard van der Vorst (Breda, 28 september 1969) is een Nederlands diplomaat. 

## Loopbaan
Van der Vorst studeerde Bestuurskunde aan de Universiteit Leiden. Hij werkte namens het Ministerie van Buitenlandse Zaken onder meer in Tirana, Abuja, Ramallah, San Francisco en Atlanta. Sinds 2022 is Van der Vorst ambassadeur in Wellington